# جوان استابه
جوان استابه (: JoAnne Stubbe؛ زادهٔ ۱۱ ژوئن ۱۹۴۶) شیمی‌دان، بیوشیمی‌دان، و استاد دانشگاه اهل ایالات متحده آمریکا است.
وی همچنین برندهٔ جوایزی همچون جایزه پرل مایستر گرینگارد، نشان بنجامین فرانکلین، و نشان ملی علوم شده‌است.